# 루살
루살(러시아어: Русал, 영어: Rusal)은 러시아의 알루미늄 제련 및 제조 기업이다. 2016년 통계에 따르면, 세계 2위의 알루미늄 제련 업체이다.